# ويزلي أ. كلارك
ويزلي أليسون كلارك (بالإنجليزية: Wesley A. Clark)‏ (10 أبريل 1927 - 22 فبراير 2016) هو عالم فيزيائي أمريكي  ينسب إليه الفضل في تصميم أول جهاز حاسوب شخصي حديث. هو مهندس حاسوب والمساهم الرئيسي، إلى جانب تشارلز مولنار، في إنشاء جهاز حاسوب لينك، والذي كان أول حاسوب صغير يشارك الادعاء المتمثل بأن يكون مصدر إلهام للحاسوب الشخصي مع عدد من أجهزة الحاسوب الأخرى (مثل بّي دي بّي-1).
ولد كلارك في نيو هيفن بولاية كونيتيكت، ونشأ في كيندرهوك بنيويورك وفي شمال كاليفورنيا. انتقل والداه، ويزلي الأب وإليانور كيتل، إلى كاليفورنيا، والتحق بجامعة كاليفورنيا في بيركلي، حيث تخرج بدرجة في الفيزياء في عام 1947. بدأ كلارك مسيرته المهنية بالعمل فيزيائيًا في موقع هانفورد. في عام 1981، حصل كلارك على جائزة إكيرت- ماكلي عن عمله في هندسة الحاسوب. حصل على الدرجة الفخرية من جامعة واشنطن في عام 1984. انتُخب لعضوية الأكاديمية الوطنية للهندسة في عام 1999. حاز كلارك على جائزة الريادة في الحاسوب من جمعية حاسوب معهد مهندسي الكهرباء والإلكترونيات لتطويره «أول حاسوب شخصي».

## في مختبر لينكولن
انتقل كلارك إلى مختبر لينكولن التابع لمعهد ماساتشوستس للتكنولوجيا في عام 1952 حيث انضم إلى فريق عمل مشروع ويرل ويند. شارك هناك في تطوير جهاز حاسوب اختبار الذاكرة (إم تي سي)، وهو عبارة عن اختبار لذاكرة الفريت الرئيسية التي كان من المقرر استخدامها في حاسوب ويرل ويند. ساهمت جلساته مع إم تي سي، والتي «دامت ساعات بدلًا من دقائق» في تكوين وجهات نظره المتمثلة بأن أجهزة الحاسوب سيستخدمها من هم بحاجة لها كأدوات عند الطلب. نُقل هذا المنظور إلى تصاميمه في أجهزة حاسوب تي إكس-0 وتي إكس-2 ولينك. يُعبر كلارك عن رأيه بوضوح بقوله:
... تُناط كامبريدج ماشينز وويرل ويند وإم تي سي بمجهود الدفاع الجوي تمامًا ولم تعد متاحة للاستخدام العام. كان النموذج الباقي الوحيد لنظام الحوسبة الذي شاهده طلاب وأعضاء معهد ماساتشوستس للتكنولوجيا في عام 1995 هو جهاز عمل دولي ضخم في مركز حسابات محكم الإغلاق: إن جهاز الحاسوب ليس أداة، وإنما أشبه بنصف إله. على الرغم من أننا لم نكن سعداء بالتخلي عن تي إكس-0، كان من الجلي أن جعل هذا الجزء الصغير من تكنولوجيا لينكولن المتقدمة متاحًا لمجتمع معهد ماساتشوستس للتكنولوجيا سيكون خطوة تصحيحية هامة.
يُعد كلارك:
أحد آباء الحاسوب الشخصي... وهو مصمم أجهزة تي إكس-0 وتي إكس-2 في مختبرات لينكولن. أعرب عن اعتقاده بان «الحاسوب يجب أن يكون مجرد قطعة أخرى من معدات المختبرات». دعا إلى وصول أكثر تفاعلًا في وقت كانت فيه معظم أجهزة الحاسوب عبارة عن أجهزة بعيدة ضخمة تعمل في وضع دفعي. عمل بما بشّر به، رغم أن ذلك كان يعني في كثير من الأحيان مجابهة «الحكمة» والسلطة الراهنتين (في محاضرة ألقاها عام 1981، ذكر أنه يتميز بكونه «الشخص الوحيد الذي طُرد ثلاث مرات من معهد ماساتشوستس للتكنولوجيا بسبب ارتكاب المخالفات»).

## وصلات خارجية
- ويزلي أ. كلارك على موقع الموسوعة البريطانية (الإنجليزية)